# Grünentaler Hochbrücke
Die Grünentaler Hochbrücke ist eine kombinierte Eisenbahn- und Straßenbrücke bei dem Ortsteil Grünental der Gemeinde Beldorf in Schleswig-Holstein. Das Bauwerk überspannt den Nord-Ostsee-Kanal und ist Teil der Bahnstrecke Neumünster–Heide sowie der Landesstraße 316.

## Ursprüngliche Brücke von 1892
Die erste Brücke wurde 1891 bis 1892 von der Brückenbauanstalt in Gustavsburg, dem späteren MAN-Werk Gustavsburg, über den im Bau befindlichen Kaiser-Wilhelm-Kanal errichtet. Der Entwurf der schmiedeeisernen Bogenbrücke stammte von dem Eisenbahn-Bauinspector Claus Greve (1846–1927) aus Kiel, die Architektur der Tortürme über den Widerlagern und der gemauerten Vorbrücken von Hermann Eggert, Berlin.
Die Hochbrücke musste die einheitlich für alle Brücken des Kanals geltende lichte Höhe von 42 m über dem höchsten Wasserspiegel erreichen. Da man Rutschungen der Einschnittsböschungen nicht ausschließen konnte, wählte man einen relativ flachen Bogen, der sich an Widerlagern oberhalb der Böschungen abstützte. Diese Widerlager waren als Tortürme ausgestaltet, da sie gleichzeitig als Auflager für die Fahrbahn dienten, die in Höhe von etwa zwei Dritteln der Bogenhöhe angeordnet war.
Der Bogen bestand aus zwei leicht nach innen geneigten Sichelbögen mit Spannweiten von 156,5 m, deren Kämpfergelenke sich in 5 m Höhe auf den Sockeln der Tortürme befand. Die Knotenpunkte lagen auf Kreisbögen mit Radien von 135 m und 150 m und Pfeilhöhen von 25,26 m und 21,46 m. Diese durch Fachwerk versteiften Sichelbögen hatten im Scheitel eine Bauhöhe von 4,1 m. Die Grünentaler Hochbrücke hatte seinerzeit die weltweit fünftgrößte Spannweite aller Bogenbrücken.
Die Fahrbahn war 6 m breit und mit Bohlen ausgelegt, später asphaltiert, und für je eine Fahrspur in beide Richtungen ausgelegt. In der Mitte der Fahrbahnen verlief das Gleis der Eisenbahnstrecke. Bei Bahnverkehr wurde die Brücke durch Schranken für den Straßenverkehr gesperrt. Fußwege waren beidseits außerhalb der Bogenkonstruktionen angebracht.
1935 wurden die hohen Türme abgebrochen. Ende der 1980er Jahre musste das Bauwerk durch den benachbarten Neubau ersetzt werden, da die Gründung und die Stahlkonstruktion keine ausreichenden Standsicherheiten mehr aufwiesen. Außerdem war die Wasserspiegelbreite von 87 m unter der Brücke eine Kanalengstelle. Die komplette Eisenkonstruktion der alten Brücke wurde durch die Schwimmkrane Taklift 4  und Taklift 7 aus ihrer Position gehoben und seitlich des Kanals zur Verschrottung abgelegt.

## Hochbrücke von 1986
Zwischen den Jahren 1984 und 1986 wurde in paralleler Lage, nördlich der alten Bogenbrücke, die neue Fachwerkbalkenbrücke mit einer lichten Höhe von 42,55 m errichtet. Auf dieser besitzen die eingleisige Bahnstrecke und die zweistreifige Straße getrennte Trassen. Außerdem ist auf der südlichen Seite ein Fuß- und Radweg angeordnet. Die Baukosten für die Brücke betrugen 50 Millionen DM, die gesamte Baumaßnahme kostete 78 Millionen DM.
Die Konstruktion ist eine dreifeldrige pfostenlose Strebenfachwerkbrücke aus Stahl mit einer Gesamtstützweite von 405,16 m. Die Feldweiten betragen in den Randöffnungen 109,08 m und über dem Kanal 187,00 m. In Längsrichtung ist der Durchlaufträger das Bauwerkssystem. Die Konstruktionshöhe beträgt bei einer Systemhöhe von 15,5 m rund 17 m und die Brückenbreite 18,3 m, bei einem Achsabstand der 1,0 m breiten Fachwerkhauptträger von 14,45 m. Der Fachwerkknotenabstand ist 15,58 m. Das Gleis liegt beweglich gelagert direkt auf der orthotropen Fahrbahnplatte. Gebaut wurde der Brückenüberbau, der aus 3500 t Stahl besteht, im Freivorbau.
Die 41,1 m hohen Kanalpfeiler haben einen rechteckigen Hohlquerschnitt mit Außenabmessungen von 12,0 m × 5,0 m am Fuß und Außenwandstärken von 1,0 m. Die Schäfte verjüngen sich anfangs nach oben und verbreitern sich schließlich am Pfeilerkopf hammerkopfartig zur Auflagerung der Kanalbrücke auf 16,25 m × 4,7 m. Die Pfeiler stehen auf 17 m hohen Senkkästen aus Stahlbeton, mit einem Durchmesser von 23,5 m.
Die Fundamente der alten Brücke wurden auf beiden Kanalseiten erhalten und zu Aussichtsplattformen umgestaltet.
Am 14. April 2011 löste die OOCL Finland einen Schiffsunfall nahe der Brücke aus.

## Bilder

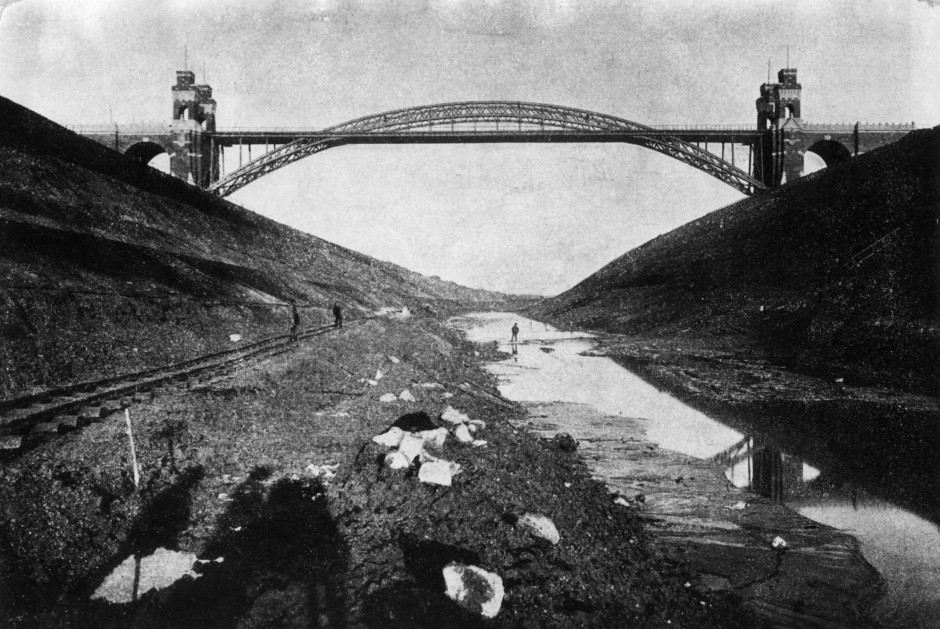
Grünenthaler Hochbrücke vor 1895
Die Hochbrücke bei Grünenthal um 1900
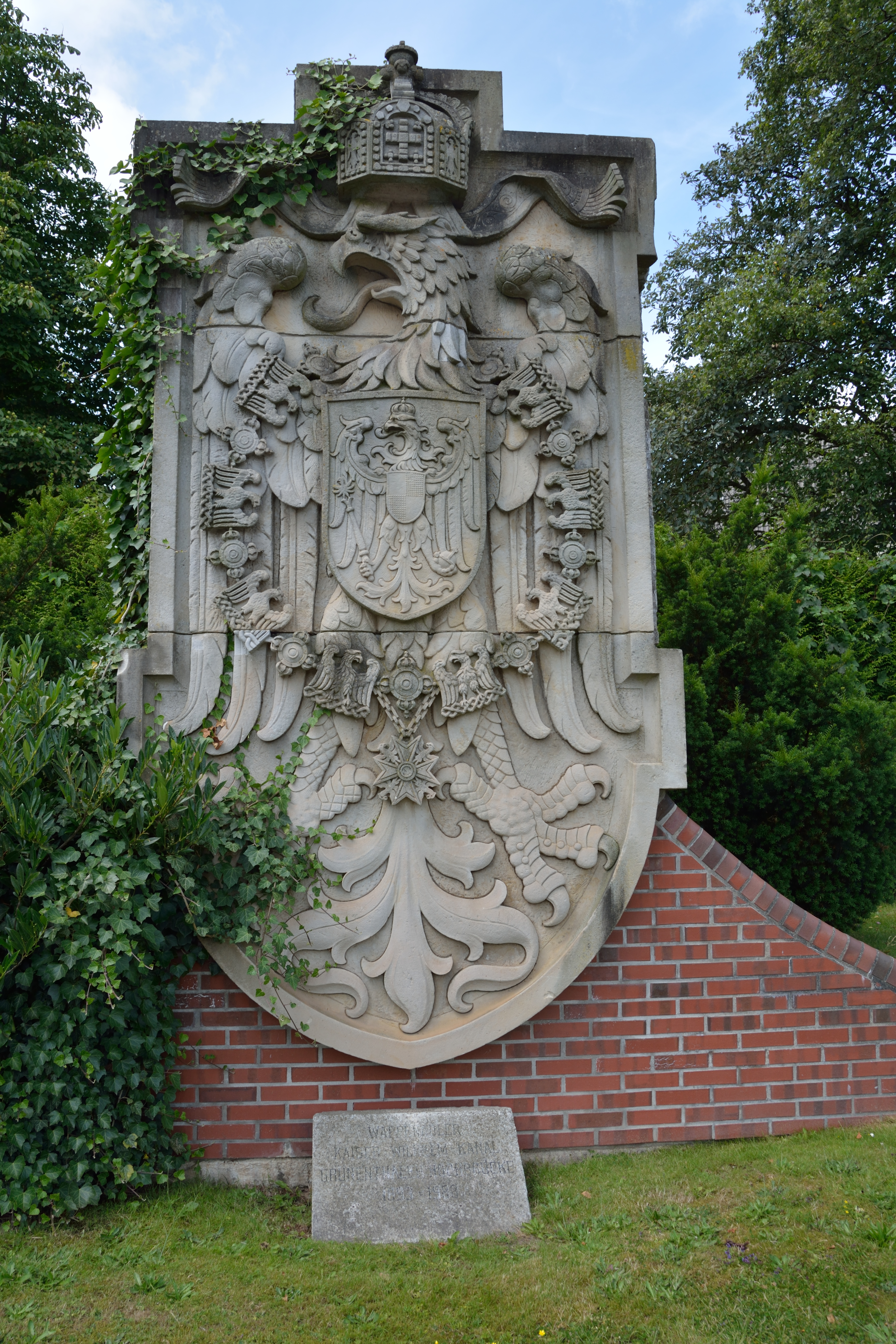
Am Denkmal der alten Grünenthaler Hochbrücke in Hanerau-Hademarschen
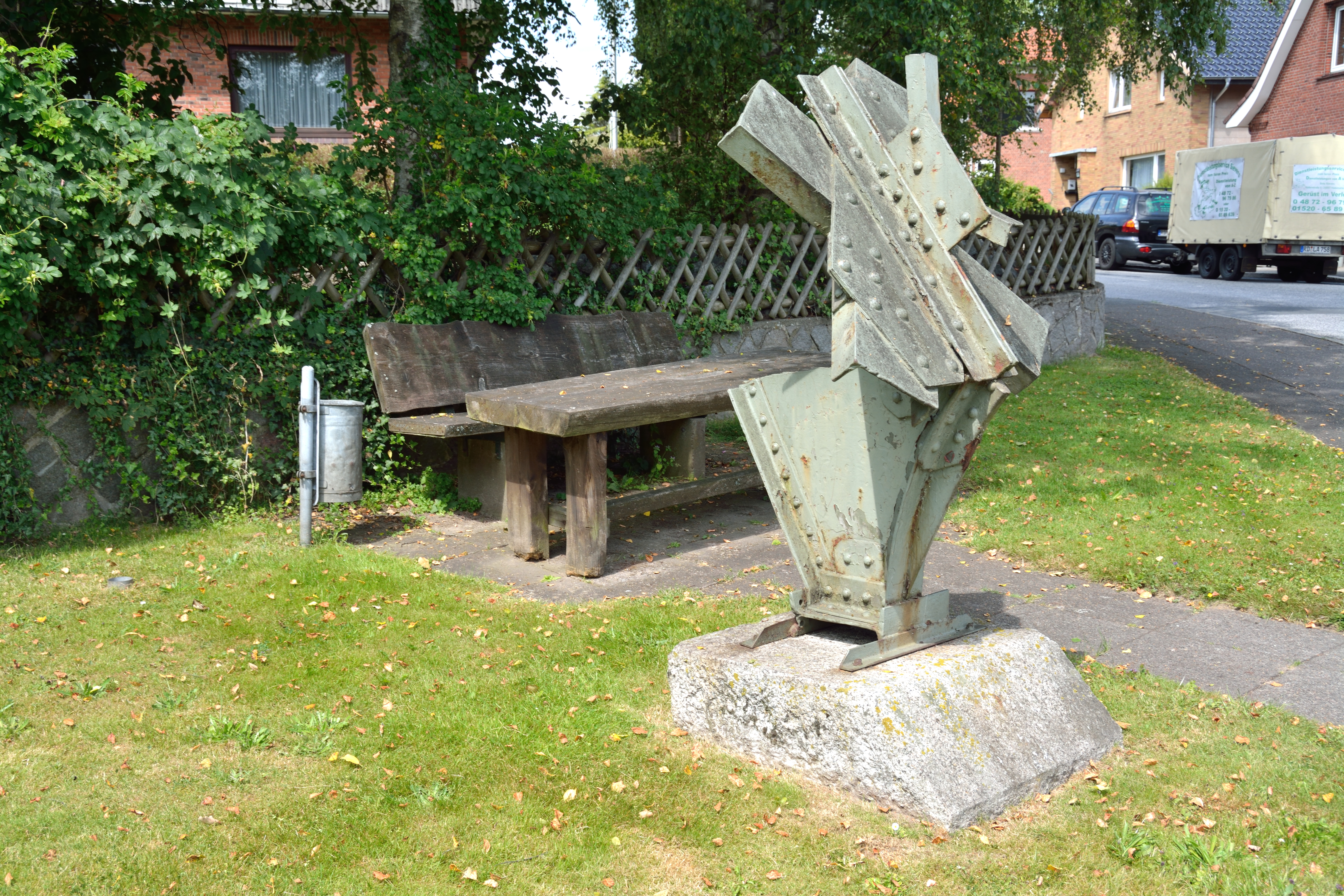
Ehemaliger Träger der alten Hochbrücke beim Denkmal